# Arie Schans
Arie Schans (Veenendaal, 12 december 1952) is een Nederlandse voetbalcoach.

## Carrière
Na het CIOS begon zijn loopbaan als trainer in 1971, toen hij assistent-trainer werd van FC Wageningen onder Fritz Korbach.  Hij was van 1977 tot 1985 en van 2001 tot 2004 ook trainer van GVVV, waar hij als eerste trainer in het amateurvoetbal als fulltime trainer aangesteld werd. Van 1985 tot 1987 was Schans trainer van FC Wageningen in de Eerste divisie. Hierna trainde hij enkele amateurclubs.
Bekend werd hij door de documentaire The Other Final waarin hij in 2002 als bondscoach het Bhutaans voetbalelftal, wat het een-na-laagst geklasseerde land op de FIFA-wereldranglijst was, naar de allereerste overwinning in een officiële wedstrijd leidde tegen het elftal van Montserrat dat laatste op de ranglijst stond.
In 2004 werd hij assistent-trainer van het Japanse Oita Trinita onder Han Berger. Dat bleef hij ook onder diens opvolger Hwango Kwak. Toen Kwak eind augustus 2005 ontslagen werd, fungeerde Schans in september één wedstrijd als interim hoofdtrainer. Hij moest vervolgens vertrekken toen er een nieuwe hoofdtrainer kwam.
Via de KNVB kwam Schans vervolgens in China waar hij voor de Chinese voetbalbond assisteerde bij de opleiding van trainers. Een van de cursisten was Gao Hongbo met wie hij lang bleef samenwerken, als eerste in 2006 bij Xiamen Lanshi. In 2006 was hij technisch adviseur voor de Mozambikaanse voetbalbond. In het seizoen 2007 was hij elftalmanager van Changchun Yatai. Met deze club werd hij onder hoofdtrainer Hongbo landskampioen.
In december 2007 werd Schans aangesteld als adviseur voor bondscoach Ben Bamfuchile van Namibië. Omdat Bamfuchile niet beschikbaar bleek en zelfs eind december overleed, werd Schans inderhaast aangesteld als interim bondscoach voor de deelname in januari aan het Afrikaans kampioenschap voetbal 2008. Namibië werd laatste in de poule en eind januari 2008 liep zijn dienstverband af. Hij was van maart tot en met juni 2008 wederom bondscoach van Namibië. Schans stapte op vanwege onenigheid over de resultaten van het nationale team met bondspresident John Muinjo.
In 2009 was hij technisch adviseur bij Nanchang Bayi Hengyuan waarmee hij onder Hongbo naar het hoogste niveau promoveerde. Ook was hij adviseur van het Chinees Nationaal elftal, waarmee hij in januari 2011 met bondscoach Hongbo naar de Azië Cup in Qatar ging.